# Metropolia Caceres
Metropolia Caceres – jedna z 16 metropolii kościoła rzymskokatolickiego na Filipinach. Została erygowana 29 czerwca 1951.

## Diecezje
- Archidiecezja Caceres
  - Diecezja Daet
  - Diecezja Legazpi
  - Diecezja Masbate
  - Diecezja Sorsogon
  - Diecezja Virac
  - Diecezja Libmanan

## Metropolici
- Pedro Paulo Santos Songco (1951-1965)
- Teopisto Valderrama Alberto (1965-1983)
- Leonard Zamora Legaspi (1983-2012)
- Rolando Tirona (2012-2024)
- Rex Andrew Alarcon (od 2024)